# Andrea Casella
Andrea Casella (Pisa, 22 settembre 1990) è un cestista italiano.

## Carriera

### Club
È cresciuto nel settore giovanile della GMV Ghezzano, per passare poi, nella stagione 2008-2009 al Basket Livorno in Legadue; nel frattempo gioca con la maglia del Don Bosco Livorno, con cui raggiunge le finali nazionali Under 19.
L'anno successivo si trasferisce ad Ozzano, in Serie A Dilettanti, mentre nel 2010-2011 gioca con la Fortitudo Agrigento, sempre in A Dilettanti.
Ritorna quindi in Legadue con l'Unione Cestistica Piacentina, con cui nel 2011-2012 disputa, tra campionato e play-off, 27 partite con 10,4 minuti e 2,7 punti di media a match.
Il 17 settembre 2012 viene annunciato il suo ingaggio per un anno da parte della Pallacanestro Cantù.
Il 17 agosto 2013 Casella viene ingaggiato per una stagione dal Veroli Basket.
Il 22 agosto 2014 firma un contratto annuale con opzione per il prolungamento con la Pallacanestro Varese. Negli anni successivi veste rispettivamente le maglie di Fulgor Omegna, Pallacanestro Mantovana e Mens Sana Siena. Nell'estate 2018 firma con il Bergamo Basket 2014. Dopo essere rimasto free-agent, nel dicembre 2019 si accorda con il Derthona Basket. Il 31 gennaio 2020 firma con il Kleb Basket Ferrara fino al termine della stagione.

### Nazionale
Nell'estate 2010 ha preso parte ai Campionati Europei Under 20, disputando 8 incontri con l'Italia under 20.

## Palmarès
- Supercoppa italiana: 1

Cantù: 2012